# Miliusa parviflora
Miliusa parviflora är en kirimojaväxtart som beskrevs av Henry Nicholas Ridley. Miliusa parviflora ingår i släktet Miliusa och familjen kirimojaväxter. IUCN kategoriserar arten globalt som sårbar. Inga underarter finns listade i Catalogue of Life.